# Cordyla bicornuta
Cordyla bicornuta är en tvåvingeart som först beskrevs av Landrock 1926.  Cordyla bicornuta ingår i släktet Cordyla och familjen svampmyggor. Inga underarter finns listade i Catalogue of Life.